# Wahl des Legislativ-Yuans der Republik China (Taiwan) 2008

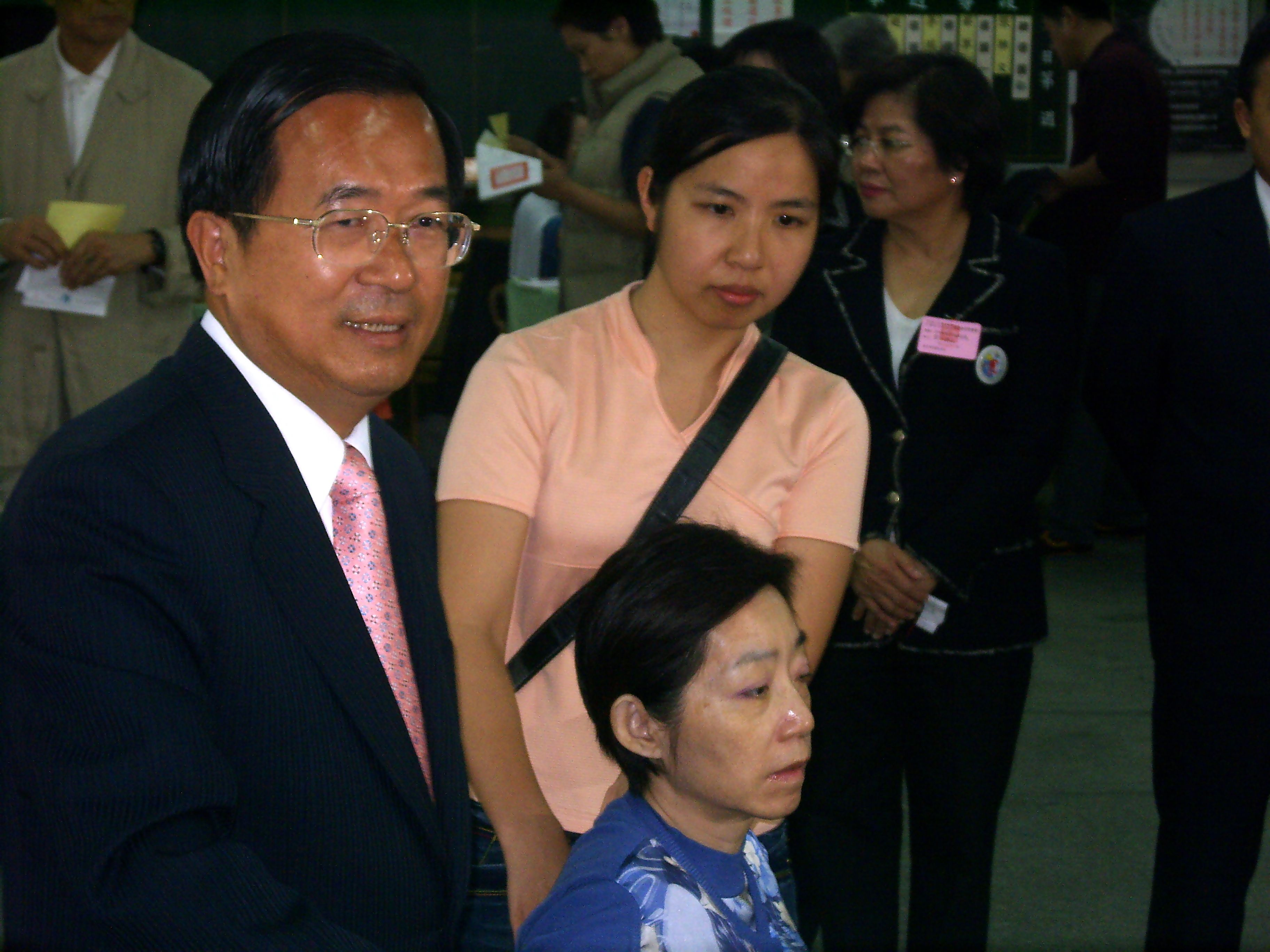
Die Familie des Präsidenten bei der Stimmenabgabe.

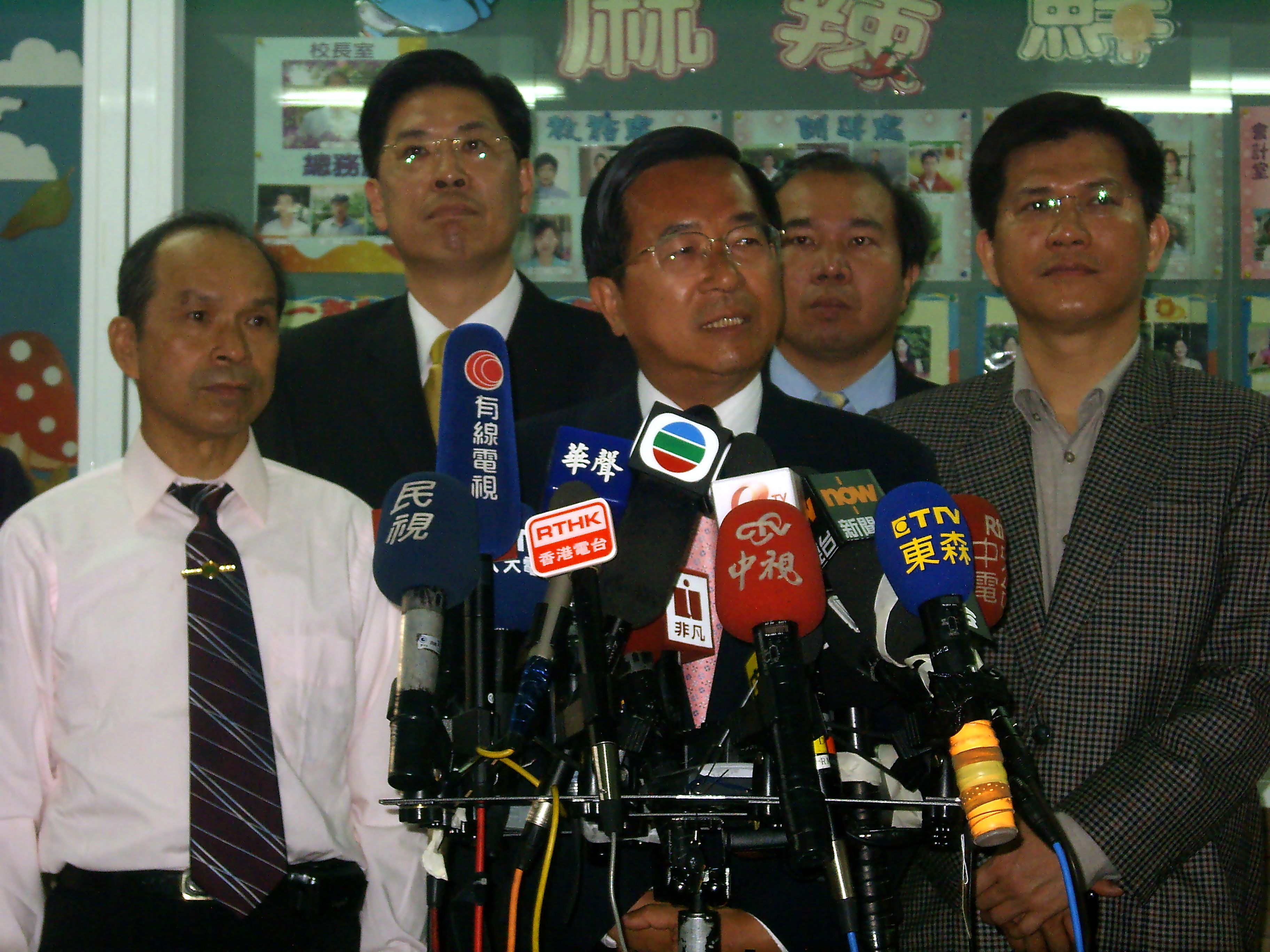
Die Führung der DPP auf einer Pressekonferenz am Wahlabend.

Die Wahl zum Legislativ-Yuan der Republik China 2008 fand am 12. Januar 2008 statt. Sie führte zu einem erdrutschartigen Sieg der oppositionellen Kräfte (82 der 113 Parlamentssitze), insbesondere der Kuomintang, über die Demokratische Fortschrittspartei des regierenden Präsidenten Chen Shui-bian.
Der 6. Legislativ-Yuan trat am 24. Januar 2008 zurück und der 14. Legislativ-Yuan nahm am darauf folgenden 1. Februar seine Amtsgeschäfte auf.

## Hintergrund
2005 war eine Verfassungsreform erfolgt, die die Synchronisierung der Wahlen zum Legislativ-Yuan (dem gesetzgebenden Parlament der Republik China) und den Präsidentenwahlen vorsah. Die Wahl wurde dadurch zeitlich etwas vorgezogen. Die Wahl galt auch als Stimmungstest für die Präsidentschaftswahlen am 22. März 2008.

## Wahlmodus
Am 23. August 2004 war eine Verfassungsänderung verabschiedet worden, die wesentliche Änderungen im Wahlmodus vorsah. Die Zahl der Parlamentssitze war dabei von 225 auf 113 Sitze verringert und die Legislaturperiode von drei auf vier Jahre verlängert worden. Die jetzigen Wahlen erfolgten in einem Grabenwahlsystem aus relativem Mehrheitswahlrecht (in nur einem Wahlgang) in 73 Einzelbewerber-Wahlkreisen (vorher hatte es je nach Größe des Wahlkreises mehrere Kandidaten pro Wahlkreis gegeben) und Verhältniswahl für 34 Sitze, die entsprechend dem prozentualen Stimmenanteil der Parteien von den landesweiten Listen der Parteien besetzt wurden. Dabei galt eine Fünf-Prozent-Sperrklausel. Bei der Wahl der Listenplatz-Abgeordneten waren auch Übersee-Taiwaner wahlberechtigt. Außerdem war vorgeschrieben, dass von den Listenplatz-Abgeordneten mindestens die Hälfte Frauen sein mussten. Auf dem Stimmzettel waren daher zwei Stimmen zu vergeben (die Erststimme für den Wahlkreiskandidaten, die Zweitstimme für die Partei). Sechs weitere Sitze waren für die indigene taiwanische Bevölkerung reserviert, drei davon für die Bewohner des Hochlands und drei für die des Tieflands.

## Ergebnisse

Sitzverteilung im neu gewählten Legislativ-Yuan:

Die pan-grüne Koalition erzielte die Mehrheit in den Landkreisen Pintung, Tainan, sowie z. T. Chiayi sowie in der Stadt Kaohsiung und Tainan.
Im Ergebnis zeigte sich ein überwältigender Sieg der Kuomintang bzw. der Parteien der Pan-blauen Koalition über die Demokratische Fortschrittspartei und die Parteien der Pan-grünen Koalition. Die Wahlbeteiligung lag bei 58 % (Erststimmen: 58,29 %, Zweitstimmen: 58,5 %).
| Parteiliste | Parteiliste                                    | Stimmen   | Prozent  | Wahlkreise | Listenmandate | Gesamt | Sitze (in %) |
| ----------- | ---------------------------------------------- | --------- | -------- | ---------- | ------------- | ------ | ------------ |
|             | Kuomintang-Liste (以中國國民黨名義登記)        | 5.010.801 | 51,23 %  | 61         | 20            | 81     | 71,7 %       |
|             | Kuomintang (中國國民黨)                        | 5.010.801 | 51,23 %  | 54         | 17            | 71     | 62,8 %       |
|             | Qinmindang (親民黨)                            | 5.010.801 | 51,23 %  | 5          | 3             | 8      | 7,1 %        |
|             | Xindang (新黨)                                 | 5.010.801 | 51,23 %  | 2          | 0             | 2      | 1,8 %        |
|             | Xindang (新黨)                                 | 386.660   | 3,95 %   | –          | 0             | 0      | 0,0 %        |
|             | Unparteiische Solidaritätsunion (無黨團結聯盟) | 68.527    | 0,7 %    | 3          | 0             | 3      | 2,7 %        |
|             | Qinmindang (親民黨)                            | –         | –        | 1          | –             | 1      | 0,9 %        |
|             | Pan-blaue Koalition (泛藍陣營)                 | 5.465,988 | 55,89 %  | 63         | 20            | 85     | 75,2 %       |
|             | Demokratische Fortschrittspartei (民主進步黨)  | 3.610.106 | 36,91 %  | 13         | 14            | 27     | 23,9 %       |
|             | Taiwanische Solidaritätsunion (台灣團結聯盟)   | 344.887   | 3,52 %   | 0          | 0             | 0      | 0,0 %        |
|             | Home Party (紅黨)                              | 77.870    | 0,8 %    | 0          | 0             | 0      | 0,0 %        |
|             | Grüne Partei Taiwans (制憲聯盟)                | 58.473    | 0,6 %    | 0          | 0             | 0      | 0,0 %        |
|             | Verfassungsunion (紅黨)                        | 30.315    | 0,31 %   | 0          | 0             | 0      | 0,0 %        |
|             | Pan-grüne Koalition (泛綠陣營)                 | 4.121.651 | 42,14 %  | 13         | 14            | 27     | 23,9 %       |
|             | Sonstige und Unabhängige                       | 192.934   | 1,97 %   | 1          | 0             | 1      | 0,9 %        |
| Gesamt      | Gesamt                                         | 9.780.573 | 100,00 % | 79         | 34            | 113    | 100,0 %      |

Acht Kandidaten der Qinmindang zogen auf der Kuomintang-Liste aufgrund eines Abkommens zwischen Qinmindang und Kuomintang als „KMT-QMD-Co-Nominierte“ (國親共推) ins Parlament ein. Die beiden gewählten Kandidaten der Neuen Partei wurden intern durch die KMT aufgestellt (新黨背書).
Die Kuomintang erreichte über die Landesliste 20 Mandate, die Demokratische Fortschrittspartei 14, alle anderen Parteien blieben unter der Fünf-Prozent-Hürde.

Ergebnisse in den 73 Wahlkreisen
Wahlkreisergebnisse in den 73 Wahlkreisen, die 6 durch die Ureinwohner und die 34 über Landeslisten gewählten Abgeordneten in hexagonaler Darstellung (Farben wie beschrieben)

## Zusatzreferenden
Nebst den Sitzen für die 7. Legislativperiode wurden zwei weitere Volksreferenden durchgeführt. Das erste wurde von der derzeitigen Regierungspartei DPP initiiert für ein Gesetz zur Behandlung von Vermögen, das sich politische Parteien unlauter angeeignet haben. Nach DPP-Angaben soll dieses Sondergesetz die rechtliche Grundlage dafür bieten, die jetzige Oppositionspartei Kuomintang dazu zu zwingen, ihr Parteivermögen, das sie sich während ihrer Regierungszeit in Taiwan unlauter angeeignet hatte, an den Staat zurückzugeben.

「你是否同意依下列原則制定「政黨不當取得財產處理條例」，將中國國民黨黨產還給全民：國民黨及其附隨組織的財產，除黨費、政治獻金及競選補助金外，均推定為不當取得的財產，應還給人民。已處分者，應償還價額」

„Stimmen Sie zu, dass die folgenden Grundsätze zur "Regelung der Übergabe von unrechtmäßig durch politische Parteien angeeignetem Eigentum" angewandt werden um solches Eigentum der Kuomintang an das Volk zu übertragen?: Die Besitztümer der Kuomintang und der ihr verbundenen Organisationen – mit Ausnahme der Mitgliedsbeiträge, der Wählerspenden, und öffentlicher Parteienfinanzierungen – sollen als unrechtmäßig erworben angesehen werden und an das Volk zurückgegeben werden. Diejenigen Besitztümer, die bereits veräußert wurden, sollen zu Marktpreisen erstattet werden.“

| Ja-Stimmen          | Nein-Stimmen     | gültige Stimmen | ungültige Stimmen | abgegebene Stimmen | Wahlberechtigte | Wahlbeteiligung |
| ------------------- | ---------------- | --------------- | ----------------- | ------------------ | --------------- | --------------- |
| 3.891.170 (91,46 %) | 363.494 (8,54 %) | 4.254.664       | 296.217           | 4.550.881          | 17.277.720      | 26,34 %         |

Ein zweites Referendum zielte nach KMT-Angaben besonders auf Staatspräsident Chen Shui-bian ab, der wegen Veruntreuung von Staatsgeldern angeklagt worden war, aber aufgrund seines Präsidentenamtes politische Immunität genießt.
Darin sollte über eines neuen Gesetz entschieden werden, auf dessen Basis Nachprüfungen erlaubt wären, ob die jeweiligen Staatsoberhäupter und deren Angehörige, ob mit Absicht oder wegen Nachlässigkeit, dem Staat großen Schaden zugefügt haben. Das Parlament soll auf der Basis des Gesetzes einen Sonderuntersuchungsausschuss gründen können, um einen solchen Fall zu untersuchen. Die in den Fall verwickelten Personen sollen nach dem Gesetz bestraft werden. Vermögen, das sie sich illegal angeeignet haben, soll an den Staat zurückgegeben werden.

「您是否同意制定法律追究國家領導人及其部屬，因故意或重大過失之措施，造成國家嚴重損害之責任，並由立法院設立調查委員會調查，政府各部門應全力配合，不得抗拒，以維全民利益，並懲處違法失職人員，追償不當所得」

„Stimmen Sie zu, dass ein Gesetz erlassen werden soll um die Verantwortung von politischen Führern der Nation und deren Untergebenen zu überprüfen, wenn diese durch ihre unangemessenen Absichten der Nation schweren Schaden zugefügt oder in Ausübung ihrer Pflichten versagt haben? Stimmen Sie außerdem zu, dass eine Untersuchungskommission durch den Legislativ-Yuan eingesetzt wird um diese Angelegenheiten zu untersuchen und dass der Regierungsapparat ohne Widerstand dabei kooperieren soll um die Wohlfahrt des Volkes zu gewährleisten? Dass persönlich kriminelles schuldhaftes Verhalten bestraft werden soll und illegale Einkünfte konfisziert werden sollen?“

| Ja-Stimmen          | Nein-Stimmen        | gültige Stimmen | ungültige Stimmen | abgegebene Stimmen | Wahlberechtigte | Wahlbeteiligung |
| ------------------- | ------------------- | --------------- | ----------------- | ------------------ | --------------- | --------------- |
| 2.304.136 (58,17 %) | 1.656.890 (41,83 %) | 3.961.026       | 544.901           | 4.505.927          | 17.277.720      | 26,08 %         |

Wegen zu geringer Wahlbeteiligung scheiterten beide Referenden.